# فالري كري
فالري كري (بالإنجليزية: Valorie Curry)‏ هي ممثلة أمريكية، ولدت في 12 فبراير 1986 في الولايات المتحدة.

## أعمال

### أفلام
- (2011)  بزوغ الفجر - الجزء 1[4]
- (2012)  بزوغ الفجر - الجزء 2[5]
- (2016) ساحرة بلير

### مسلسلات
- فيرونيكا مارس

## وصلات خارجية
- فالري كري على موقع IMDb (الإنجليزية)
- فالري كري على موقع ألو سيني (الفرنسية)
- فالري كري على موقع قاعدة بيانات الفيلم (الإنجليزية)
- فالري كري على موقع كينوبويسك (الروسية)